# しかたしん
しかた しん（本名・四方晨(読み同じ)、1928年3月6日 - 2003年12月7日）は、日本の児童文学作家・劇作家。

## 来歴・人物
1928年日本統治時代の朝鮮京城府（現：ソウル特別市）生まれ。
父は京城帝国大学教授、岐阜大学学長、愛知県立大学学長を歴任した朝鮮社会経済学者の四方博。母は洋画家、四方れい。
第二次世界大戦の日本敗戦に伴い引き上げ、愛知大学卒業後、中部日本放送に勤務する。児童番組のディレクターを務めながら、1973年に児童劇団「うりんこ」を創設。1982年まで代表、のち名誉代表。愛知大学短期大学部教授を務めた。
2003年12月7日、入院先の名古屋市昭和区内の病院にて、呼吸器不全により75歳で死去。

## 著書
- 『むくげとモーゼル』（牧書店、新少年少女教養文庫） 1972
- 『むくげと9600』（牧書店、新少年少女教養文庫） 1973
- 『笑えよ! ヒラメくん』（新日本出版社、新日本創作少年少女文学） 1974
- 『さらばバハンの城よ』（新日本出版社、新日本少年少女の文学） 1975
- 『ふたつの太陽』（国土社、国土社の創作どうわ） 1975
- 『ぼくと化け姉さん』（金の星社） 1975、のちフォア文庫
- 『ばけねこがまちにやってきた』（金の星社） 1976.4
- 『はばたけ! リコの太陽』（PHP研究所） 1976.7
- 『消えた化けねこ帝国』（童心社） 1976.7、のちフォア文庫
- 『乗り出せペンギン号』（金の星社） 1976.8
- 『ペンギンロトのぼうけん』（小峰書店、こみね創作童話） 1976.12
- 『走れあまんじゃく』（国土社） 1977.8
- 『お蘭と竜太』（新日本出版社、新日本少年少女の文学） 1977.11
- 『でぶっちょらいおんくん』（小峰書店、はじめてのどうわ） 1978.2
- 『少年ツイガのぼうけん』（岩崎書店） 1978.7
- 『タヌ子先生と4人の名探偵』（ポプラ社） 1978.7
- 『子どもが生き生きとする劇あそび』1 - 5（鳩の森書房、鳩の森文庫） 1978.9
- 『どろんばっけてねこのみち』（国土社） 1978.12
- 『マサオは名ディレクター』（ポプラ社） 1979.6
- 『おはなしまどかちゃん』（PHP研究所） 1979.9
- 『なにをもってにげるか』（ポプラ社、絵本・すこしむかし） 1980.1
- 『ぼくおしっこしたい』（佼成出版社） 1981.1
- 『Sサインだぜ! 黒ねこ団』（新日本出版社、新日本にじの文学） 1981.6
- 『どろぼう天使』（ポプラ社、文学の館） 1981.12
- 『さつき館の秘密』（学校図書） 1981.12
- 『キリンのしっぽはともだちだ』（草炎社） 1981.10
- 『ねこふんじゃった』（小学館） 1982.9
- 『妖精戦士たち』（金の星社、文学の扉） 1983.9
- 『のらねこムチャラの黒い夢』（国土社） 1984.7
- 『はしれカヌー、冒険の海へ!』（金の星社） 1984.11
- 『しゅっぱつ! デパートたんけんたい』（草炎社） 1986.2
- 『国境[5]』 第1 - 3部 （理論社） 1986 - 1989
  - 『国境』全1冊 1995
- 『えほんまるみちゃんの冒険』（ささら書房） 1987.5
- 『宇宙からきた妖精ねこ』（ポプラ社） 1989.6
- 『旅の友だち』（小峰書店） 1991.1
- 『闇を走る犬』（講談社） 1993.1
- 『半猫、本猫…きみはどっち?』（草炎社） 1993.2
- 『わたしの猫時間』（童心社、童心社のジョイブックス） 1995.5
- 『0を追っかけろ!』（ポプラ社、ミステリー&ホラー文学館） 1996.6
- 『ドラゴン伝説 秘宝の玉』（小峰書店） 1996.7
- 『中国・17C動乱に生きた少女』（ポプラ社、心にのこる文学） 1997.8
- 『文学と演劇の間 語りの世界が拓くもの』（愛知書房） 1998.1

### 「黒ねこ探偵団」シリーズ
- 『黒ねこ探偵団 竜切手にドッキリ』（くもん出版） 1984.8
- 『黒ねこ探偵団 ヨットそうなん事件』（くもん出版、くもんのユーモア文学館） 1987.7

### 「略奪大作戦」シリーズ
- 『略奪大作戦 1』（ポプラ社） 1985.8
- 『略奪大作戦 秘密指令発信』（ポプラ社） 1986.5
- 『略奪大作戦 勝利への暗号』（ポプラ社） 1987.4

### 「4年1組」シリーズ
- 『4年1組 エラー切手事件』（小峰書店） 1985.1
- 『4年1組 なぞのゆうれい船事件』（小峰書店） 1986.3、のちてのり文庫
- 『4年1組 なぞの雪男事件』（小峰書店） 1987.11

## 再話
- 『里見八犬伝』1 - 4（曲亭馬琴、ポプラ社文庫） 1992 - 1994

## 参考
- 「里見八犬伝」著者紹介